# لاینلی پوینت (نیو ساوت ولز)
لاینلی پوینت (به انگلیسی: Linley Point) یک حومه شهر در استرالیا است که در نیو ساوت ولز واقع شده‌است.